# Salomea (Warszawa)
Salomea – dawna wieś, współcześnie osiedle i obszar MSI w dzielnicy Włochy w Warszawie.

## Położenie
Osiedle znajduje się w południowo-zachodniej części dzielnicy Włochy i graniczy z osiedlami:
- Wiktoryn w dzielnicy Włochy,
- Skorosze w dzielnicy Ursus,
- Opacz Wielka w dzielnicy Włochy,
- Okęcie w dzielnicy Włochy.

## Historia
- XV-XVI w. − pierwsze wzmianki o wsi Opacz, własności Opackich herbu Prus, liczącej 6 łanów
- XIX w. − wydzielenie ze wsi Opacz osady Salomea, nazwanej tak najpewniej na cześć Salomei ze Zwolińskich Kalinowskiej (ok.1772-1852), żony Kajetana Dominika, właściciela dóbr Opacz Wielka;
- 1927  − przeprowadzenie przez Salomeę torów Elektrycznej Kolei Dojazdowej; wieś uzyskuje połączenie z Warszawą
- 1951  − włączenie do Warszawy